# رانچو سانتا مارگاریتا (کالیفرنیا)
رانچو سانتا مارگاریتا (به انگلیسی: Rancho Santa Margarita) شهری در شهرستان اورنج، کالیفرنیا ایالت کالیفرنیا است که در سرشماری سال ۲۰۱۰ میلادی، ۴۷۸۵۳ نفر جمعیت داشته‌است.